# Mr. Box Office
Mr Box Office est une série télévisée américaine en 36 épisodes de 19 minutes créée par Ted Lange et diffusée entre le 22 septembre 2012 et le 25 avril 2015 en syndication.
En France, la série a été diffusée à partir du 7 décembre 2012 sur June. Elle reste inédite dans les autres pays francophones.

## Distribution
- Bill Bellamy : Marcus Jackson
- Jon Lovitz : Bobby Gold
- Alex Thomas : Jamal Tayor
- Tony T. Roberts (en) : Tony « The Tiger »
- Vivica A. Fox : Cassandra Washington
- Tim Meadows : Principal Theodore Martin
- Rick Fox : Andrew Thompson (épisodes 1–23)
- Gary Busey : John Anderson (épisodes 1–23)
- Essence Atkins : Samantha Owens
- Jeffrey Garcia (en) : Freddy Lopez (saison 2; récurrent saison 1)

## Épisodes

### Première saison (2012–2013)
1. Pilot
2. Somebody's Watching Me
3. Money, Money, Money
4. Histor-Vention
5. Super Fan
6. Cyra-No You Didn't
7. Man Up
8. The Uniformed Strike
9. Marcus Drops a Bomb
10. Who's Your Daddy?
11. That's the Ticket
12. The Golden Apple Awards
13. The Honor Code
14. Mr. Jackson Goes to Washington
15. No Pass, No Play
16. My Favorite Martin
17. Marcus Stands Up
18. Weekday With Ernie
19. Fifty Shades Of Gray Hair
20. Marcus Gets Kung Pow'ed
21. A Star is Born
22. Single Momma Drama
23. Holy Matriphony
24. There Goes The Neighborhood
25. Screen Played
26. Painfully Employed

### Deuxième saison (2013-2015)
1. Major Justice
2. Robin in the Hood
3. Samboozled
4. Funky Friday
5. Dead Marcus Walking
6. Save The Music
7. A Matter Of Principal
8. Night Of The Living Students
9. There's No Place Like Homecoming
10. Why Am I Not Surprised?